# Plourivo
Plourivo is een gemeente in het Franse departement Côtes-d'Armor (regio Bretagne). De plaats maakt deel uit van het arrondissement Saint-Brieuc. Plourivo telde op 1 januari 2022 2.267 inwoners. 

## Geografie
De oppervlakte van Plourivo bedroeg op 1 januari 2022 28,35 vierkante kilometer; de bevolkingsdichtheid was toen 80 inwoners per km².
De onderstaande kaart toont de ligging van Plourivo met de belangrijkste infrastructuur en aangrenzende gemeenten.

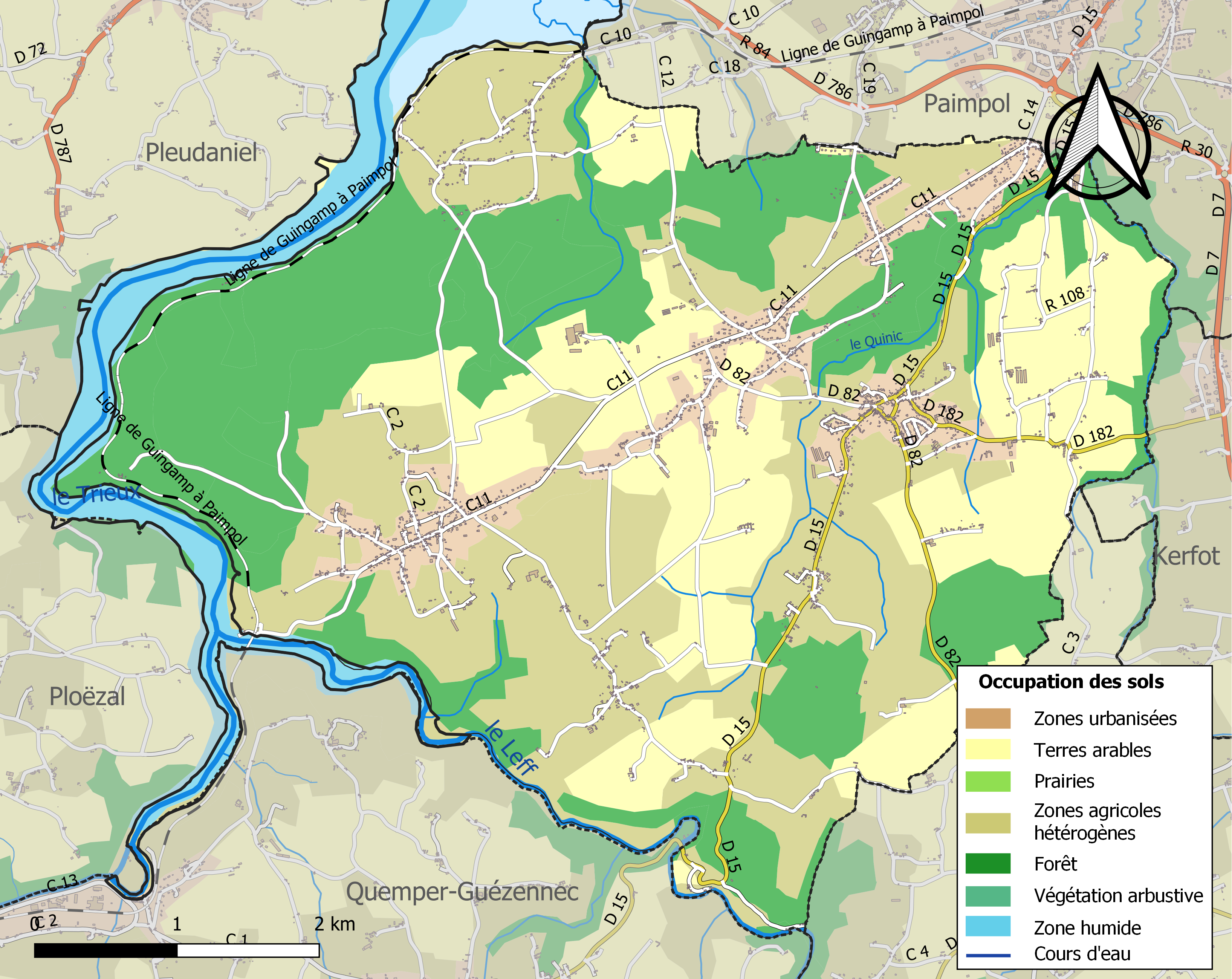

## Verkeer en vervoer
In de gemeente liggen de spoorweghaltes Frynaudour, Traou-Nez en Lancerf.

## Demografie
Onderstaande figuur toont het verloop van het inwonertal (bron: INSEE-tellingen).